# Palura
Palura is een geslacht van vlinders van de familie Uilen (Noctuidae), uit de onderfamilie Acontiinae.

## Soorten
- P. albicinctalis Walker, 1865
- P. albipunctata Warren, 1913
- P. argyrota Hampson, 1910
- P. atrimargo Hampson, 1910
- P. costipicta Hampson, 1895
- P. flavipuncta Hampson, 1910
- P. implexata Walker, 1862
- P. inornata Warren, 1913
- P. leucosticta Hampson, 1910
- P. niveicosta Hampson, 1910
- P. squamigera Warren, 1913
- P. trichogyia Hampson, 1907